# Piper semicrudum
Piper semicrudum är en pepparväxtart som beskrevs av William Trelease. Piper semicrudum ingår i släktet Piper och familjen pepparväxter. Inga underarter finns listade i Catalogue of Life.